# 雷巴利斯凱 (扎波羅熱州)
47°53′14″N 36°4′29″E / 47.88722°N 36.07472°E
雷巴利斯凱（烏克蘭語：Рибальське）是位於烏克蘭東南部的村莊，由扎波羅熱州扎波羅熱区的新米科拉伊夫卡市鎮負責管轄。該村始建於1928年，面積3.77平方公里，海拔高度137米，2001年人口54，人口密度每平方公里14.3人。